# بی‌ام‌سی ترکیه

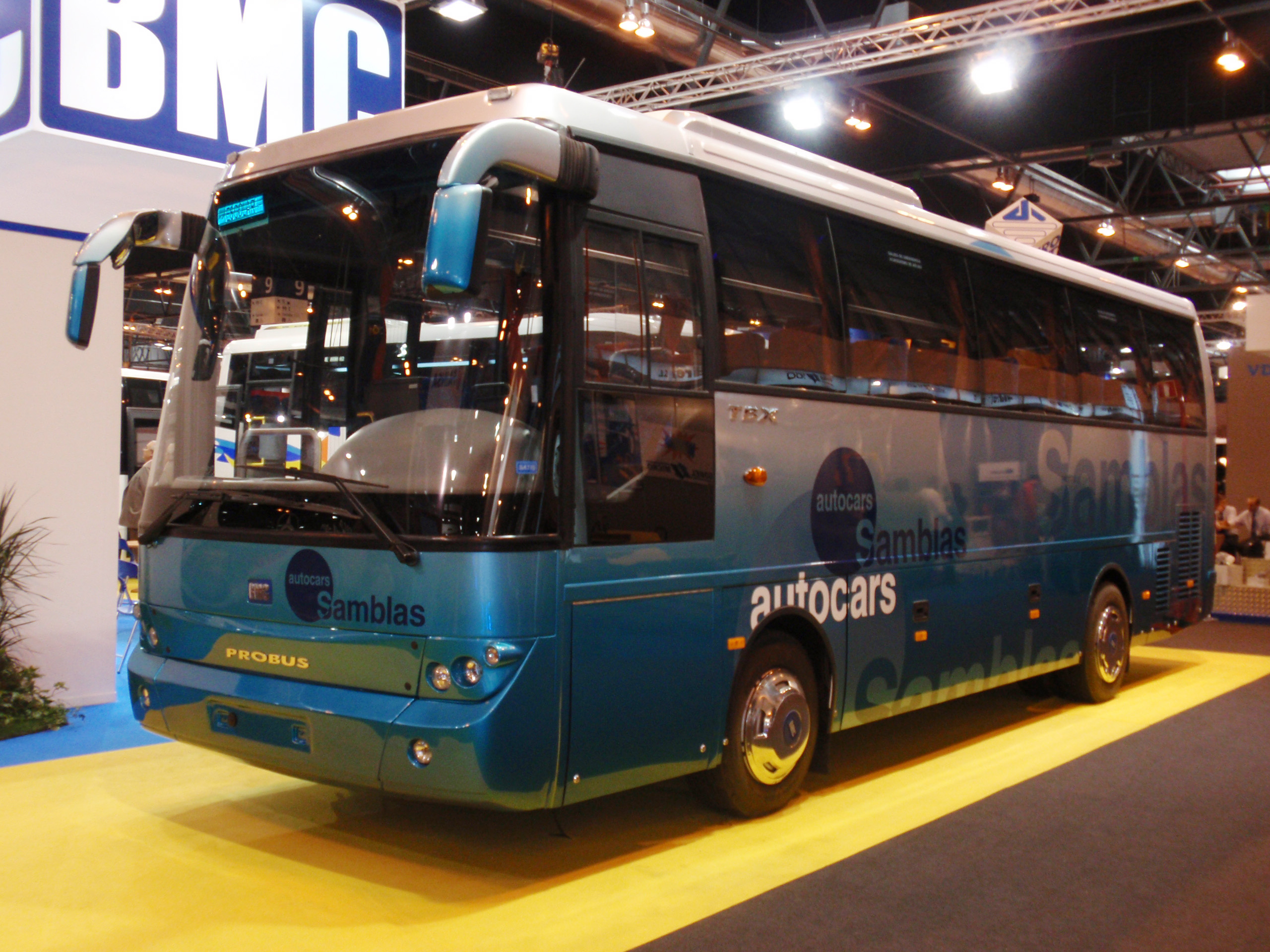
اتوبوس بی‌ام‌سی در نمایشگاه ۲۰۰۸ اتوبوس مادرید

بی‌ام‌سی (به انگلیسی: BMC) یکی از بزرگترین سازنده‌های وسایل نقلیه تجاری در ترکیه است. این شرکت در سال ۱۹۶۴ در شراکت با شرکت بی‌ام‌سی بریتانیا، در ازمیر کار خود را آغاز کرد. در سال ۱۹۸۹ این شرکت به‌طور کامل توسط چوکوروا هلدینگ خریداری شد.
در دوران آغاز کار این شرکت محصولات شرکت‌های آستین موتور و موریس موتورز را تولید می‌کرد. در سال ۱۹۶۶ برای نخستین بار این شرکت ساخت کامیون، کامیونت، تراکتور و موتورسیکلت را به خط تولیدش اضافه کرد. شرکت بی‌ام‌سی ترکیه در سال ۲۰۱۳ توسط شرکت دولتی تی‌ام‌اس‌اف خریداری شد و هم‌اکنون شرکت تابعه‌ای از این شرکت به‌شمار می‌آید.